# Kötelezettség
A kötelezettség olyan pénzbeli tartozás vagy egyéb, kötelezően teljesítendő feladat, amelyre valakit általában jogszabály vagy szerződés kötelez.

## A kötelezettség fogalma a számvitelben
Olyan pénzbeli tartozás vagy egyéb, kötelezően teljesítendő feladat, amelyre valakit általában jogszabály vagy szerződés kötelez.

## Csoportosítása
A kötelezettség lehet:
- hátrasorolt
- hosszú
- rövid lejáratú

A kötelezettségek olyan elismert tartozások, amelyek
- teljesített szerződésből vagy
- jogszabályi előírásból származnak.

Aszerint, hogy kivel szemben áll fenn a tartozás, megkülönböztetünk
- pénzintézeti,
- szállítói,
- alapítókkal szembeni,
- állami költségvetéssel szembeni,
- munkavállalókkal szembeni

kötelezettségeket.
A tartozás esedékessége szerint léteznek
- hosszú lejáratú kötelezettségek, illetve
- rövid lejáratú kötelezettségek.

## Elhelyezkedése
A könyvviteli mérlegben a Források összesen lévő oldalon található meg. 

| Mérleg                             |  |                                           |  |
| Eszközök összesen                  |  | Források összesen                         |  |
| A Befektetett eszközök             |  | D Saját tőke                              |  |
| I. Immateriális javak              |  | I. Jegyzett tőke                          |  |
| II. Tárgyi eszközök                |  | II. Jegyzett, de be nem fizetett tőke (-) |  |
| III. Befektetett pénzügyi eszközök |  | III. Tőketartalék                         |  |
| B Forgó eszközök                   |  | IV. Eredménytartalék                      |  |
| I. Készletek                       |  | V. Lekötött tartalék                      |  |
| II. Követelések                    |  | VI. Értékelési tartalék                   |  |
| III. Értékpapírok                  |  | VII. Adózott eredmény                     |  |
| IV. Pénzeszközök                   |  | E Céltartalékok                           |  |
|                                    |  | F Kötelezettségek                         |  |
|                                    |  | I. Hátrasorolt kötelezettségek            |  |
|                                    |  | II. Hosszúlejáratú kötelezettségek        |  |
|                                    |  | III. Rövidlejáratú kötelezettségek        |  |
| C Aktív időbeli elhatárolások      |  | G Passzív időbeli elhatárolások           |  |